# Miguel Ángel Montes (militar)
Miguel A. Montes (fl. 1943) fue un militar argentino que desempeñó un papel importante en el golpe militar del 4 de abril de 1943 que dio inicio a la Revolución del 43 (1943-1946). Teniendo grado de coronel fue uno de los fundadores y líderes del Grupo de Oficiales Unidos (GOU) y el redactor de la proclama revolucionaria.
Montes era miembro de la Unión Cívica Radical adhiriendo a la tendencia del nacionalismo yrigoyenista y mantenía contactos principalmente con Amadeo Sabattini. Era hermano de otro miembro del GOU, el Coronel Juan C. Montes. En 1942, fue el iniciador de las primeras reuniones de lo que luego sería el GOU y quien reclutó a Juan D. Perón para ingresar al mismo.
Fue desplazado del gobierno militar cuando renunció el presidente, General Arturo Rawson dos días después del golpe.